# Zyprazydon
Zyprazydon (łac. ziprasidonum) – wielofunkcyjny organiczny związek chemiczny stosowany jako lek neuroleptyczny drugiej generacji w leczeniu objawów schizofrenii i choroby afektywnej dwubiegunowej. W 2001 roku jako piąty atypowy neuroleptyk został dopuszczony do stosowania w Stanach Zjednoczonych przez FDA. Doustna postać leku zawiera wodorosiarczan zyprazydonu, natomiast postać domięśniowa metanosulfonian zyprazydonu.

## Mechanizm działania
Zyprazydon wykazuje powinowactwo do większości receptorów dopaminergicznych i serotoninergicznych oraz do receptorów α1-adrenergicznych i histaminowych H1. W pewnym stopniu blokuje również wychwyt zwrotny monoamin (transporter serotoniny i noradrenaliny), ale nie działa na transporter dopaminy.
Skuteczność zyprazydonu w schizofrenii wyjaśnia się działaniem leku na receptory dopaminergiczne D2 i receptory serotoninergiczne 5-HT2A. Działanie względem innych receptorów serotoninergicznych (5-HT2C, 5-HT1A) może odpowiadać za skuteczność działania w zakresie funkcji poznawczych i objawów afektywnych. Jest częściowym agonistą receptorów 5-HT1A. Jako jeden z niewielu neuroleptyków ma powinowactwo do receptorów 5-HT1D. Stosunkowo słaby antagonizm wobec receptorów α1-adrenergicznych i histaminowych H1 częściowo wyjaśnia niektóre działania niepożądane (ortostatyczne spadki ciśnienia, sedacja). Zyprazydon nie ma znaczącego powinowactwa do receptorów muskarynowych, dzięki czemu w przeciwieństwie do wielu innych neuroleptyków nie wywiera działania antycholinergicznego.

## Farmakokinetyka
Dostępność biologiczna zyprazydonu wynosi 100% przy podaniu domięśniowym i 60% przy podaniu doustnym, podczas posiłku. Dostępność leku zmniejsza się o połowę, gdy nie jest przyjęty razem z jedzeniem.
Zyprazydon jest metabolizowany w wątrobie przy udziale oksydazy aldehydowej. W mniejszym stopniu w metabolizmie zyprazydonu uczestniczy cytochrom P450 3A4 (CYP3A4). Induktory CYP3A4 (np. karbamazepina) i inhibitory CYP3A4 (np. ketokonazol) odpowiednio, obniżają i zwiększają poziom zyprazydonu w osoczu, ale ma to niewielkie kliniczne znaczenie.
Zyprazydon stosowany doustnie jest przekształcany w trzech szlakach metabolicznych do czterech głównych metabolitów: sulfotlenku benzoizotiazolopiperazyny, sulfonu benzoizotiazolopiperazyny, sulfotlenku zyprazydonu i S-metylodihydrozyprazydonu.

## Działania niepożądane
W porównaniu z innymi neuroleptykami, zyprazydon stosunkowo rzadko daje objawy pozapiramidowe i hiperprolaktynemię. Prawdopodobnie w niewielkim stopniu lub w ogóle nie powoduje przyrostu masy ciała. Pierwsze doniesienia o niebezpiecznym wydłużeniu odstępu QT (QTc) i związanym z tym ryzykiem kardiologicznym u pacjentów stosujących zyprazydon w ostatnich metaanalizach nie znajdują potwierdzenia.
Udokumentowano, że u kilku pacjentów chorobą afektywną dwubiegunową zyprazydon spowodował zmianę fazy na maniakalną.

## Dawkowanie
Najczęściej stosowany zakres dawek leku w schizofrenii wynosi 40–200 mg/dobę. Zalecane są dawki dobowe 120 mg i większe. Lek jest dostępny w postaci kapsułek i iniekcji domięśniowych. Zyprazydon powinien być przyjmowany dwa razy na dobę w czasie posiłku.

## Preparaty
Preparaty zyprazydonu dostępne w Polsce.
- Zypsila (Krka)

Preparaty zyprazydonu dostępne dawniej, a obecnie wycofane z polskiego rynku:
- Pramaxima (Teva)
- Zeldox (Pfizer)
- Zipragen (Biogened)
- Zipramyl (Mylan)
- Zipwell (Actavis)